# Anisodes temperata
Anisodes temperata là một loài bướm đêm trong họ Geometridae.